# Hedčané
Hedčané byli polští obyvatelé hradu Hedče (Giecz, Gdecz) a okolních vesnic, které český kníže Břetislav I. zajal a přivedl do Čech kolonizovat Kralovicko, tj. severovýchodní část dnešního okresu Plzeň-sever, a Rokytensko, dnešní jižní část okresu Rakovník.
Takto se o Hedčanech zmiňuje Kosmas ve své kronice (s. 78–79): „Když došli ke hradu Hedči, obyvatelé jeho a s nimi i vesničané, kteří se tam utekli, nemohouce odolati útoku knížete, vyšli mu naproti se zlatým prutem na znamení, že se mu na milost vzdávají, a pokorně ho prosili, aby je pokojně i s jejich dobytkem a s ostatním majetkem převedl do Čech. Kníže vyhověv jejich přáním, dovedl je do Čech a dal jim tam nemalou část lesa Črnína. Ustanovil jim jednoho z nich za správce a soudce a nařídil, aby se spravovali právem, jež mívali v Polsku, i oni i jejich potomci na věky. A jménem odvozeným od toho hradu podnes nazývají se Hedčané.“

## Území Kralovicka v 11. století
Dnešní Kralovicko bylo hraniční oblastí mezi Lučany a Čechy, nebylo dlouho osídleno a zůstávalo porostlé hlubokým pomezním lesem, někdy nazývaným Černý les či Černín, který začínal u vesnice Černín na Berounsku a táhl se severně na Rokytensko a severozápadně až na Kralovicko. Český kníže ovládal tento kraj pomocí knížecích dvorů – Zbečna, Rokytna, Krakova a Plas.

## Tažení do Polska
Roku 1037 dosedl na český trůn kníže Břetislav I. V Polsku v té době panovalo bezvládí po úmrtí krále Měška II., který roku 1034 zemřel. Břetislav viděl v situaci příležitost a roku 1038 vojensky vytáhl do Polska, kde dobyl Krakov a získal bohatou kořist nashromážděnou bývalými polskými knížaty.
Následujícího roku vytáhl Břetislav do Polska znovu. Dobyl Vratislav a poté oblehl i Hedč. Jeho obyvatelé a ukrytí vesničané z okolí nevěřili, že by útoku vojska odolali, a tak z hradu vyšli, aby se českému knížeti vzdali a žádali jej, aby je vzal i s jejich majetkem a dobytkem do Čech. Břetislav vyhověl, dobyl ještě blízké Hnězdno, kde slavnostně vyzvedl ostatky sv. Vojtěcha, sv. Radima a pěti svatých bratří, a vítězně se vrátil do Čech.

## Návrat do Čech
Část Hedčanů Břetislav usadil snad už u dnešních Holic (dnešní osada Hedčany u Dašic) – aspoň tak to naznačuje historik Václav Flajšhans v Pekařově sborníku I., 43 z roku 1930; informaci opakuje i Antonín Profous v Místních jménech v Čechách I., s. 533. (je ale také docela dobře možné, že svůj název odvozenou od Hedčanů nese i ves Dolní Hedeč ve východních Čechách, která se nachází nedaleko od města Králíky).
Kronikář Kosmas ve své kronice popisuje návrat knížete Břetislava do Prahy na konci srpna. Podle Kosmy nesl vpředu průvodu kníže Břetislav s biskupem Šebířem ostatky sv. Vojtěcha, následováni byli opaty nesoucími ostatky bratří. Ostatní kněží nesli Ježíše Krista ze zlata, za nimi byly neseny zlaté desky obklopující oltář s tělem sv. Vojtěcha. Více než sto vozů vezlo velké zvony a další poklady Polska. Za vozy šli urození polští muži (svobodní neboli dziedzici, vlastníci nevelkých statků obdělávaných nesvobodnými bezzemky), následovaní pravděpodobně lidem nesvobodným, který však Kosmas nezmiňuje.
Kníže Břetislav věnoval zajatým Hedčanům významnou část Černého lesa, jednoho z nich ustanovil za správce a soudce, a nařídil, aby se řídili i nadále právem, které používali v Polsku.

## Samosprávná oblast
Hedčané se vydali od Prahy na západ po stezce ke knížecím dvorům Zbečnu a Křivoklátu, za Chýňavou přebrodili Mži a od Stradonic se vydali ke Krakovu. Cestu mezi Chýňavou a Stradonicemi pak lid nazýval polskou cestou, neboť vedla k území Poláků.
Nakonec se usadili na místě Břetislavem vykázaném – okolo říčky Javornice na levém břehu Berounky. Ačkoliv Hedčané o sobě nezanechali jedinou písemnou zprávu z 11. či 12. století, jména vesnic zřetelně určují kolonizovanou oblast – ať již přímo jako v případě vesnice Hedčany či dvora Hedečko nebo nepřímo jmény, se kterými se lze často setkat v Polsku. Území je vymezeno Čistou na severozápadě, Kralovicemi na západě, Berounkou na jihovýchodě a knížecím dvorem Krakovem na severovýchodě. Nachází se v něm vesnice Bělbožice, Břežany, Všesulov, Šípy, Modřejovice, Dubjany, Chříč, Černíkovice, Hodyně a Kožlany, některé zdroje k nim počítají i ves Slabce.
Polský původ má i řada zdejších rodových jmen:[zdroj?] Bazika, Cypl, Deliš, Dlihoš, Halbusta, Hejda, Hornov/Hornof, Chrz, Januda, Kaněra, Kejla, Kopta, Krejza, Krňak, Kypta, Mazucha, Polák, Polánek, Poláček, Rabas, Řehuda, Šafránek, Tarant, Topinka, Volrab, Vožeh, Zuska/Zuzka. Polsko se objevuje i v pomístních názvech: Polský rybník, Polský ovčín či hájovna Polánec. Příznačné jsou i názvy Krakov a Krakovec.

## Deliba
V roce 1921 Václav Kočka ve své publikaci Po stopách Hedčanů umístil na vrch Hradiště, ležící v blízkosti Slatiny, hradiště, které si zde měli vybudovat Hedčané po svém příchodu do Čech a které mělo sloužit jako sídlo jejich správce. K tomuto závěru ho vedl pomístní název Deliba, o kterém se domníval, že je staropolského původu (analogie k tomuto jménu se v Čechách nepodařilo najít, snad jen název obce Telib na Mladoboleslavsku je stejného původu z osobního jména Tělib). Historicky a dosud ani archeologicky tato možnost nebyla doložena.

## Splynutí
Samospráva Hedčanů udržovaná pouze tradicí a závislá výhradně na panovníkovi po mnoha desetiletích postupně zanikala. Od udělení autonomie Hedčanům do začátku 13. století uplynulo 160 let a na českém trůnu se mezitím vystřídalo 17 panovníků. Po tu dobu byla samospráva respektována – např. blízký a významný klášter Plasy pravděpodobně do roku 1229 nezískal ani jeden statek nebo ves, byť byl hojně obdarováván ve srovnatelné vzdálenosti na všechny zbylé světové strany. 25 osad Hedčanů bylo zařazeno do správy hradu Křivoklátu. Po první čtvrtině 13. století však již samospráva Hedčanů neexistuje a roku 1239 byl zřízen nový Rakovnický kraj. Území Hedčanů bylo postupně panovníky rozdáváno klášterům a šlechticům za prokázané služby.